# 자크만 프레임워크

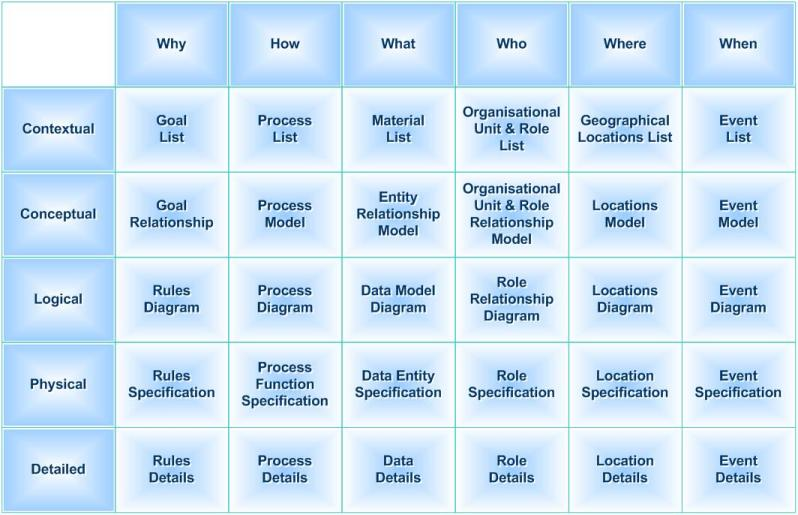

자크만 프레임워크(Zachman Framework)는 기업형 온톨로지이자 엔터프라이즈 아키텍처의 중요한 구조이며, 엔터프라이즈의 뷰, 정의를 구조화하는 한 방법이다.
이 프레임워크는 개발자 존 자크만의 이름을 딴 것으로, 1980년대에 IBM에서 이 개념을 처음 개발하였다. 그 이후로 여러 차례 업데이트되고 있다.

## 같이 보기
- 데이터 모델
- 육하원칙